# Arnold von Rotberg
Arnold von Rotberg (* um 1394; † 6./7. Mai 1458) war von 1451 bis zu seinem Tod Fürstbischof von Basel.

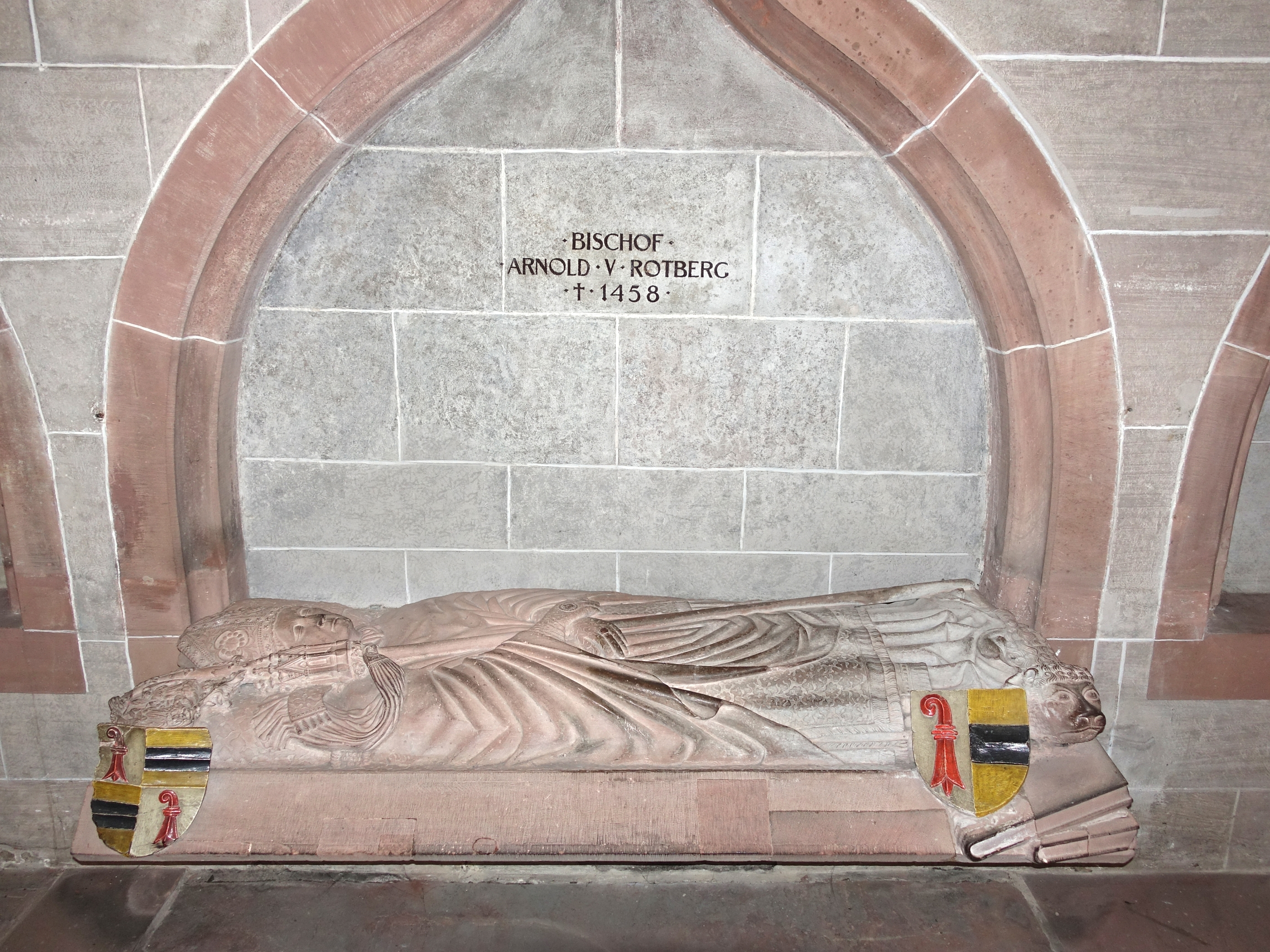
Epitaph im Basler Münster

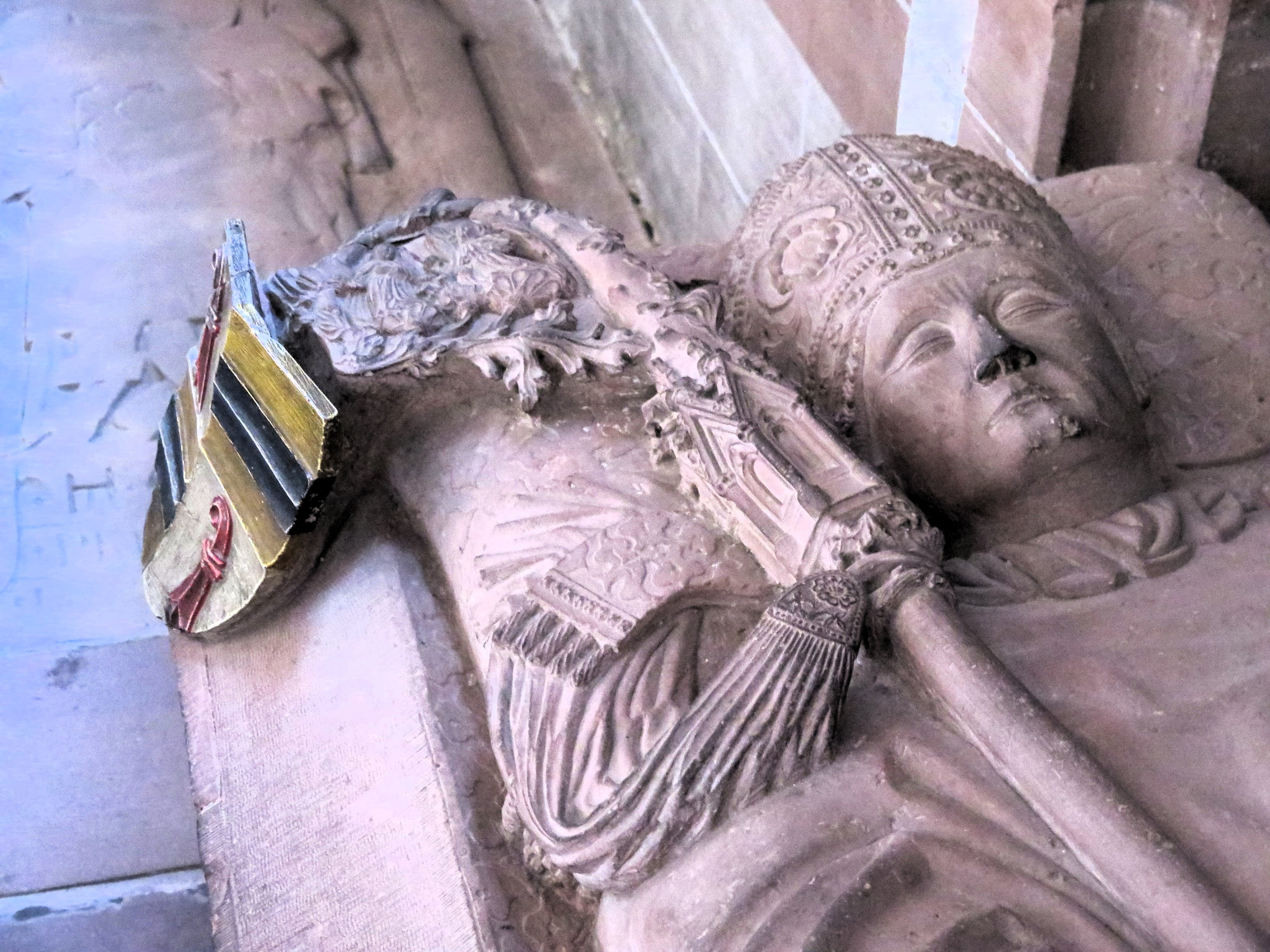
Grabplatte des Basler Bischofs Arnold von Rotberg

Er entstammte dem in der Umgebung Basels begüterten Adelsgeschlecht der von Rotberg, das mehrere Basler Bürgermeister stellte. Arnold war der Sohn des Basler Bürgermeisters Hans Ludmann von Rotberg und der Ursula von Andlau. Sein Bruder Bernhard war von 1449 bis 1453 Bürgermeister von Basel. Er studierte 1428/29 in Heidelberg, wo er 1431 den Grad eines Licentiatus artium erwarb. 1439 studierte er an der Universität Bologna und wurde 1440 zum Dr. decr. promoviert.
Arnold war 1439 Domherr in Basel, er ist seit 1447 als Domkustos bezeugt. Er wurde 1450 Domdekan. Seit 1440 gehörte er zur Generalkongregation des Basler Konzils. Nach dem Tod Friedrichs zu Rhein wurde er am 29. Januar 1451 zum Bischof von Basel gewählt. Die Bestätigung durch den Papst erfolgte am 22. März und am 13. Juni erhielt er in Basel die Bischofsweihe. König Friedrich III. verlieh ihm im selben Jahr die Regalien.
Aufgrund Arnolds familiärer Beziehungen zum Basler Patriziat kam es während seiner Amtszeit zu keinen grösseren Auseinandersetzungen mit der nach Unabhängigkeit strebenden Stadt. 1451 garantierte der Bischof die Nomination von Bürgermeister und Rat, die Gerichtsordnung von 1457 schränkte die Rechte des Bischofs ein. Im Gegensatz zu seinem Vorgänger kümmerte sich Arnold auch um religiöse Belange. So reformierte er das Chorherrenstift St. Leonhard. Nach seinem Tod wurde er im Basler Münster beigesetzt.